# Gare de Kōfu
La gare de Kōfu (甲府駅, Kōfu-eki) est une gare ferroviaire de la ville de Kōfu, dans la préfecture de Yamanashi au Japon. Elle est exploitée par les compagnies JR East et JR Central.

## Situation ferroviaire
La gare de Kōfu est située au point kilométrique (PK) 134,1 de la ligne Chūō. Elle marque la fin de la ligne Minobu.

## Histoire
La gare a été inaugurée le 11 juin 1903.

## Services aux voyageurs

### Accès et accueil
La gare dispose d'un bâtiment voyageurs, avec guichet, ouvert tous les jours.

### Desserte

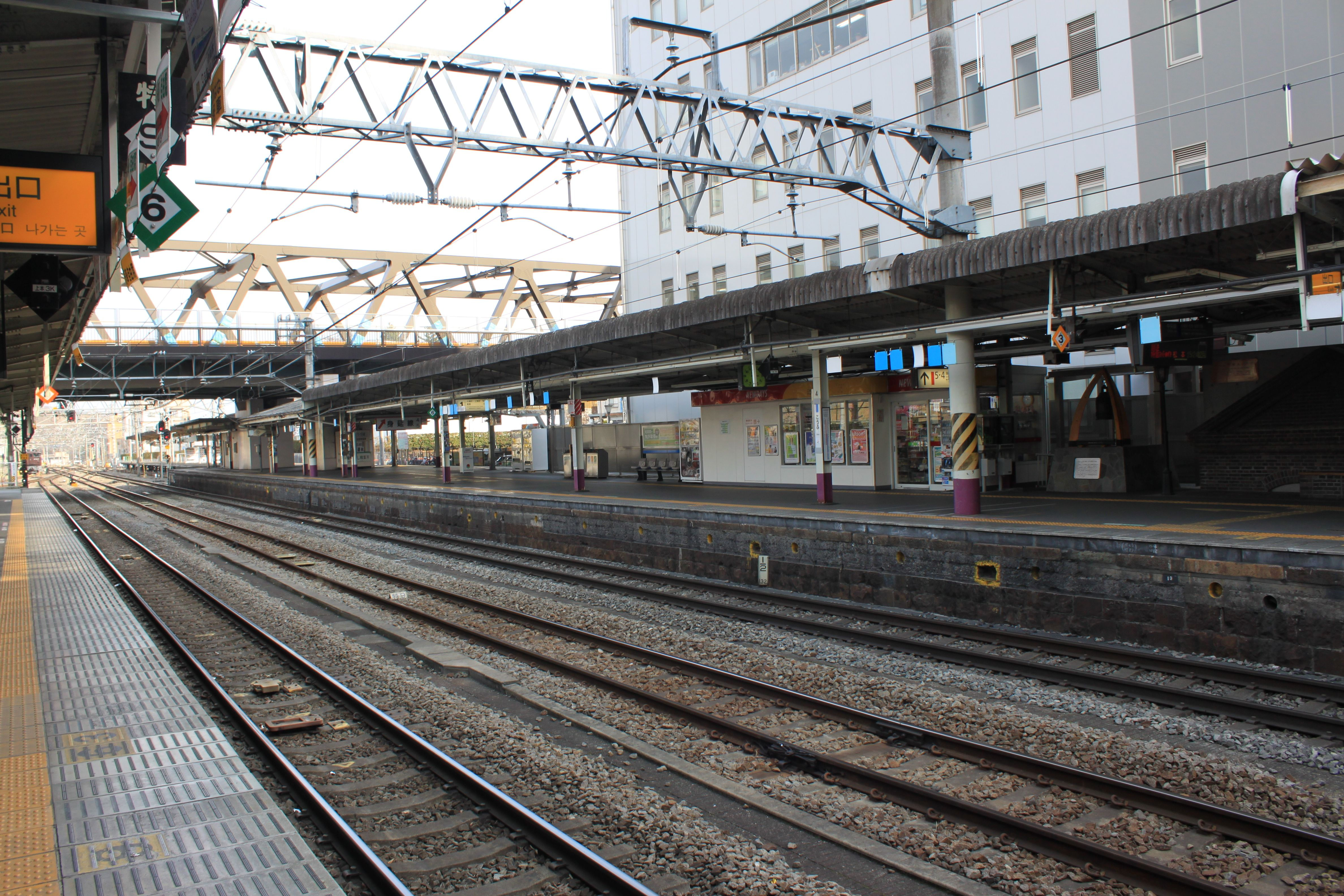
Vue des quais de la gare

#### JR East
- Ligne Chūō :
  - voie 1 : direction Shiojiri et Matsumoto
  - voies 2 et 3 : direction Ōtsuki et Shinjuku

#### JR Central
- Ligne Minobu :
  - voies 4 et 5 : direction Minobu et Fuji